# 瓶子海灘州立公園
瓶子海滩州立公园（英語：Bottle Beach State Park）是美國华盛顿州格雷斯港县格雷港南岸的一个公共休闲区和州立公園，於1993年建立 ，1995年對外开放，面積為26公顷，在奥科斯塔镇附近擁有1,800米的海岸线。瓶子海灘州立公園主要由潮汐滩组成。遊客可以在公園內進行远足、观鸟和观赏野生动物等活動。